# Standard Nine
La 9 hp, o Nine, è stata un'autovettura prodotta dalla Standard dal 1928 al 1940.

## Il contesto
Il primo modello con questo nome comparve nel 1928, e fu chiamato 9 hp. Questa prima 9 hp possedeva un motore a quattro cilindri e valvole laterali. Nello stesso anno il modello fu sostituito dalla Big 9, che venne assemblata fino al 1933. Dal 1933 il modello appena citato venne rimpiazzato dalla Little 9, che fu sostituita nel 1937 dalla Flying Nine, la quale venne prodotta fino al 1940.

## La 9 hp (1928)
Nel 1928 vide la luce il primo modello con questo nome. Era commercializzato con diversi corpi vettura, torpedo quattro porte, berlina due e quattro porte, e roadster due porte.
Possedeva un motore in linea a quattro cilindri e valvole laterali da 1.159 cm³ di cilindrata. L'alesaggio e la corsa erano, rispettivamente, 60,3 mm e 101,6 mm. La potenza erogata era 22 CV a 3.000 giri al minuto.
Questa vettura fu il primo modello Standard ad avere montato le valvole laterali dopo una breve parentesi durante la quale la casa automobilistica di Coventry installò sui propri veicoli motori a valvole in testa. Nell'anno in cui fu in produzione, era il più piccolo modello offerto dalla Standard. Gli altri modelli disponibili nel 1928 erano la 14 hp e la 18/36. La 9 hp poteva raggiungere la velocità massima di 80 km/h.
Nello stesso anno del lancio, la 9 hp fu sostituita dalla Big 9.

## La Big 9 (1928-1933)
Solo dopo pochi mesi dopo il lancio della 9 hp, la Standard lanciò un modello leggermente più grande, a cui diede il nome di Big 9. Venne allungato il passo di 190 mm, e fu ingrandito il motore.
La Big 9 possedeva un motore in linea a quattro cilindri e valvole laterali da 1.287 cm³ di cilindrata. Il propulsore sviluppava una potenza di 25 CV a 3.200 giri al minuto. La velocità massima toccata dal modello era di 87 km/h.
Le carrozzerie disponibili erano torpedo quattro porte, berlina due e quattro porte e roadster due porte.
Nel 1933 la Big 9 fu sostituita dalla Little 9.

## La Little 9 (1933-1936)
Nel 1933 la Big 9 venne sostituita dalla Little 9. Il passo fu accorciato di 260 mm.
Il nuovo modello ebbe inizialmente un motore in linea a quattro cilindri e valvole laterali da 1.006 cm³ di cilindrata. L'anno seguente quest'ultima venne aumentata a 1.052 cm³. La meccanica e la configurazione del propulsore rimasero però immutate. Il propulsore erogava una potenza di 22 CV.
Le carrozzerie disponibili erano berlina due e quattro porte, e roadster due porte.
La velocità massima raggiunta dal modello era di 93 km/h.
Nel 1936 il modello fu tolto di produzione, e venne sostituito dalla Flying Nine.

## La Flying Nine (1937–1940)
Nel 1937 venne introdotta la Flying Nine. Faceva parte della serie Flying, ed era collocata alla base della gamma citata, dopo la Flying Eight.
Il motore, che fu progettato da zero, era in linea a quattro cilindri e valvole laterali. La cilindrata era di 1.131 cm³. L'alesaggio e la corsa erano, rispettivamente, 60 mm e 100 mm. Il cambio era a tre rapporti sincronizzati, e la trazione era posteriore.
Le carrozzerie disponibili erano berlina due e quattro porte, e roadster due porte.
Nel 1940 il modello fu tolto dal mercato a causa dello scoppio della seconda guerra mondiale. Infatti, la Standard, come tutte le altre maggiori aziende britanniche, fu costretta a sospendere temporaneamente le proprie attività civili, convertendo gli impianti alla produzione bellica.